# Mig 21
Mig 21 – czeski zespół rockowy. Członkami grupy są Jiří Macháček (śpiew), Pavel Hrdlička (instrumenty klawiszowe), Jan Hladík (perkusja), Tomáš Polák (gitara) i Adam Stivín (gitara basowa).

## Dyskografia
Muzyka grupy została wykorzystana w filmie Skrzat (cz. Skřítek).

### CD
- Snadné je žít (2001)
- Udělalo se nám jasno (2002)
- Pop Pop Pop (2004)
- Best of (2007)
- Mig21 & LELEK Orchestra – Naživo (2009)
- Album (2014)

### DVD
- Když ti vítr napne plachtu (2007)
- Mig21 & LELEK Orchestra – Naživo (2009)